# La morte d'Orfeo
La morte d'Orfeo este o operă (tragicommedia pastorale) în 5 acte de Stefano Landi, reprezentând una dintre formele timpurii ale acestui gen muzical.
Compusă și publicată în 1619, La morte d'Orfeo este cea de-a cincia adaptare muzicală a mitului orfeic după L'Euridice de Peri din 1600 și L'Euridice de Caccini din 1602, L'Orfeo al lui Monteverdi din 1607 și L'Orfeo dolente a lui Belli și Chiabrera din 1608. Piesa a fost probabil reprezentată cu ocazia unei nunți. Libretul care a fost scris probabil tot de Landi alege dintre cele patru aspecte ale lui Orfeu: ca șaman ce farmecă fiarele sălbatice, ca poet sfâșiat în bucăți de menade, ca semizeu ce coboară în infern și ca cap și liră care continuă să cânte în mod miraculos, pe cel de-al doilea ca temă principală. 

## Discografie
- Stefano Landi, La morte d'Orfeo, ansamblul instrumental Tragicomedia, condus de Stephen Stubbs, ACC8746/47D, 1987
- Stefano Landi, La morte d'Orfeo, Akadêmia condusă de Françoise Lasserre, Harmonia Mundi, ZZT070402 (2 CD), 2006; Înregistrarea conține ca interludii piese muzicale de Francesco Usper, Biagio Marini, Dario Castello, Giovanni Gabrieli și Andrea Falconieri.